# Postojna
Postojna (em alemão:  Adelsberg; em italiano:  Postumia) é um município da Eslovênia. A sede do município fica na localidade de mesmo nome e está situada a 35 km de Trieste, no sudoeste da Eslovénia.

## Gruta de Postojna
Nela se encontra uma das maiores atracções da Eslovénia, na forma de uma imensa gruta com 20 km de galerias exploradas, aonde se pode encontrar um animal autóctone, denominado Proteus Anguinus. Cego, esguio, com quatro membros muito pequenos, este animal foi-se adaptando à vida nas grutas que abundam entre esta cidade e a península croata da Ístria.
A Postojnska Jama (Gruta de Postojna, em esloveno) é visitada anualmente por milhares de turistas, que através de uma linha de caminho-de-ferro de bitola muito reduzida podem chegar até às galerias mais recônditas da gruta, onde existe um circuito pedestre ladeado das habituais estalagmites, estalactites e colunas, além de covas inacessíveis e esculturas que a água e o calcário foram moldando e continuam a moldar. O regresso é efectuado em parte pelo mesmo caminho de entrada, afastando-se depois por outras galerias, não antes da passagem pela maior galeria da gruta, onde podem caber ao mesmo tempo milhares de pessoas.

## Transportes
A cidade de Postojna é servida tanto por auto-estrada como pela principal linha de caminho-de-ferro da Eslovénia, com ligações diárias com a capital Liubliana e cidades croatas e italianas como Pula e Veneza.